# Вермеен, Ян Корнелизон
Ян Верме́ен (нидерл. Jan Corneliszoon Vermeyen или Jan Cornelisz. Vermeyen; около 1500, Харлем — 1559, Брюссель) — голландский живописец первой половины XVI века. 

## Биография
Работал в Мехелене и других местах, в основном как придворный портретист регентов Нидерландов Маргариты Австрийской и Марии Австрийской. Также работал для императора Карла V, которого сопровождал на Тунисской войне 1535 года.

## Атрибутируемые работы
Есть несколько картин Яна Вермеена, подписанных художником.
Ему также атрибутируется картина 1548 года «Курфюрст Иоганн Фридрих Великодушный играет в шахматы с испанским дворянином» и некоторые другие портреты, на которых запечатлены представители императорской династии Габсбургов.